# Troika (album)
Troika è un album in studio dei cantanti statunitensi Nick D'Virgilio e Neal Morse e del cantante britannico Ross Jennings, pubblicato il 25 febbraio 2022 dalla Inside Out Music.

## Descrizione
Troika è stato registrato durante le misure di confinamento imposte dalla pandemia di COVID-19 partendo da alcune demo acustiche registrate da Morse e inizialmente pensate per essere cantate da D'Virgilio, con il quale non collaborava dal periodo in cui entrambi erano negli Spock's Beard. Successivamente Morse ha invitato anche Jennings in quanto rimasto colpito dal suo lavoro con gli Haken e ritenuta di fatto la sua voce adatta per il nuovo materiale.
Al fine di promuovere il disco, il trio ha reso disponibile a cadenza mensile i video musicali per i brani Julia (6 dicembre 2021), Everything I Am (11 gennaio 2022) e You Set My Soul on Fire (8 febbraio).

## Tracce
1. Everything I Am – 5:43 (Neal Morse)
2. Julia – 6:07 (Ross Jennings, Neal Morse)
3. You Set My Soul on Fire – 3:22 (Nick D'Virgilio)
4. One Time Less – 4:53 (Neal Morse)
5. Another Trip Around the Sun – 4:39 (Ross Jennings)
6. A Change Is Gonna Come – 4:24 (Neal Morse)
7. If I Could – 4:02 (Nick D'Virgilio)
8. King for a Day – 5:47 (Ross Jennings)
9. Second Hand Sons – 4:43 (Neal Morse)
10. My Guardian – 3:43 (Nick D'Virgilio)
11. What You Leave Behind – 4:16 (Neal Morse)
12. Julia (Alternative Version) (Bonus Track) – 8:19 (Ross Jennings)

## Formazione
Musicisti
- Nick D'Virgilio – voce, percussioni (eccetto traccia 9), batteria (tracce 2, 4-6, 8-10, 12), chitarra acustica (tracce 3, 7 e 10), basso (tracce 5 e 10), tron flute (traccia 7), chitarra elettrica (traccia 10)
- Neal Morse – voce, chitarra acustica (tracce 1, 4, 6, 9 e 11), basso (tracce 1, 2, 4, 6, 8 e 9), organo (tracce 1, 2, 4-6, 8-10), chitarra a dodici corde e mandolino (traccia 2), pianoforte (tracce 2 e 3), basso fretless (traccia 3), slide guitar (tracce 4 e 6), chitarra elettrica (tracce 4 e 9), windkey e pianoforte elettrico (traccia 7)
- Ross Jennings – voce, chitarra acustica a dodici corde (tracce 1, 2, 4 e 5), EBow (tracce 1, 2 e 12), chitarra acustica a sei corde (tracce 2 e 5), chitarra elettrica solista (tracce 2, 8, 9 e 12), assolo di pianoforte (traccia 2), chitarra a sei e dodici corde (traccia 8 e 12), sintetizzatore (traccia 8), basso, organo e pianoforte (traccia 12)
- Tony Levin – basso (traccia 7)

Produzione
- Neal Morse – produzione
- Jerry Guidroz – missaggio (eccetto traccia 12), mastering
- Karim Sinno – missaggio (traccia 12)

## Classifiche
| Classifica (2022) | Posizione massima |
| ----------------- | ----------------- |
| Germania          | 38                |
| Svizzera          | 83                |